# Johannes Stein (Mediziner)
Johannes Stein (* 26. Juli 1896 in Orsoy; † 23. März 1967 in Bonn) war ein deutscher nationalsozialistischer Arzt, Ordinarius für Innere Medizin und Klinikdirektor in Heidelberg. 1940 wechselte er an die neu gegründete Reichsuniversität Straßburg, nach der NS-Zeit wirkte er problemlos als Chefarzt in Bonn.

## Leben
Stein war der Sohn eines protestantischen Pfarrers. Von 1915 bis 1918 war er Soldat im Ersten Weltkrieg, wo er an verschiedenen Fronten eingesetzt wurde: 1915 in der Winterschlacht in der Champagne, 1916 beim Stellungskrieg an der Beresina, 1917 an der Ostgrenze der Bukowina und schließlich 1918 an der Schlacht um den Kemmelberg im belgisch-französischen Heuvelland. Dort wurde er am 19. April 1918 verwundet und kam ins Lazarett. Zuletzt war er Leutnant der Reserve.
Nach dem Ersten Weltkrieg studierte Stein an den Universitäten Münster und Bonn Medizin und wurde 1921 zum Dr. med. promoviert. Er ging 1922 als Medizinalpraktikant an die Heidelberger Universitätsklinik und habilitierte sich 1926 in den Fächern Neurologie und Innere Medizin bei Viktor von Weizsäcker. Im November 1926 wurde er Privatdozent, im Juli 1931 außerordentlicher Professor an der Universität Heidelberg und 1933 von deren Rektor Wilhelm Groh zum Kanzler der Universität ernannt.
Nach der Machtübergabe an die Nationalsozialisten trat Stein am 1. Mai 1933 in die SS (SS-Nr. 111.812) ein und wurde dort im Juni 1943 zum SS-Sturmbannführer befördert. Ab dem Sommer 1933 war er „Führer“ der im Nationalsozialistischen Lehrerbund (NSLB) zusammengeschlossenen Dozenten und betrieb eine aggressive Mitgliederwerbung, indem er den Beitritt zum NSLB zur nationalen „Pflicht“ erklärte. Im November 1933 wurde Stein Leiter des neu eingerichteten Psychologischen Instituts der Universität und im April 1934 Ordinarius für Innere Medizin und Direktor der Heidelberger Universitätsklinik. Nach seiner Kanzlerschaft 1933/34 amtierte er von 1935 bis 1941 als Prorektor der Universität.
Laut Lutz Hachmeister war Stein „überzeugte[r] Rassentheoretiker“ und „arbeitete eng mit dem Eugeniker, Schizophrenieforscher und späteren ‚Euthanasie‘-Täter Carl Schneider zusammen“. Er hielt 1936 beim Heidelberger Universitätsjubiläum neben Joseph Goebbels und Bernhard Rust eine Rede über „Medizin und Volk“. Der NSDAP trat er am 1. Mai 1937 (Mitgliedsnummer 4.271.547) bei. Während des Zweiten Weltkrieges war er zudem Oberstabsarzt der Reserve.
Nach Gründung der Reichsuniversität Straßburg wurde Stein im Dezember 1940 dort zum Professor für Innere Medizin berufen und war von 1941 bis 1944 Dekan der Medizinischen Fakultät. 1941 fungierte er als Mitherausgeber des Bandes Zur Geschichte der Deutschen Universität Straßburg.
Stein setzte sich am 16. Juli 1943 schriftlich beim Rektor der Reichsuniversität Straßburg Karl Schmidt für die rassenbiologischen Forschungen seines Kollegen Wolfgang Lehmann ein: „Btr.: Untersuchung an indischen Kriegsgefangenen. Ich halte den Versuch rassenkundlicher Untersuchungen an indischen Kriegsgefangenen durchzuführen für sehr wichtig. Es wird auch wohl kaum in Zukunft eine so günstige Untersuchungsgelegenheit geboten werden.“ Vier Tage später befürwortete der Rektor das Vorhaben gegenüber dem Reichsminister für Wissenschaft Bernhard Rust. Ob die für die indischen Kriegsgefangenen im Stalag V C in Offenburg beantragten „rassenkundlichen Untersuchungen“ anschließend tatsächlich durchgeführt wurden, geht aus den Akten nicht hervor. Es gilt als sicher, dass Stein als Dekan über die teilweise von der Deutschen Forschungsgemeinschaft geförderten medizinischen Versuche an Menschen, die durch seine Straßburger Kollegen August Hirt, Eugen Haagen und Otto Bickenbach im KZ Natzweiler-Struthof durchgeführt wurden und zum Tode der Menschen führte, informiert war. Zu dem geplanten „geheimen Habilitationsverfahren“ des KZ-Arztes Sigmund Rascher sollte auch Stein herangezogen werden.
1944 wurde Stein Mitglied des Führungskreises der Reichsdozentenführung. Ende 1944 geriet er in französische Gefangenschaft.
Stein war ab 1950 Chefarzt am Johanniter-Krankenhaus in Bonn, der Stadt, in der er am 23. März 1967 verstarb.

## Schriften
- (Hrsg. mit Ernst Anrich): Zur Geschichte der Deutschen Universität Straßburg. Hüneburg-Verlag, Straßburg 1941.